# Scotchy Gordon
Scotchy Gordon, wł. Alastair Kinnaird Gordon AM (ur. 30 października 1928, zm. 24 kwietnia 2007) – australijski lekkoatleta, sprinter, medalista igrzysk Imperium Brytyjskiego w 1950.
Zdobył złoty medal w sztafecie 4 × 110 jardów, która biegła w składzie: Gordon, David Johnson, John Treloar i Bill de Gruchy, a także zajął 4. miejsca w biegach na 100 jardów i na 220 jardów na igrzyskach Imperium Brytyjskiego w 1950 w Auckland.
Był brązowym medalistą mistrzostw Australii w biegu na 100 jardów w 1949/1950.
9 lutego 1952 w Melbourne wyrównał rekord Australii w biegu na 100 metrów wynikiem 10,5 s.
Po zakończeniu kariery zawodniczej pracował jako trener lekkoatletyczny. Był odznaczony Medalem Orderu Australii.